# Santuario di Nostra Signora dei Miracoli (Santa Fe)
Il Santuario di Nostra Signora dei Miracoli (in spagnolo: Santuario de Nuestra Señora de los Milagros) è un edificio di culto cattolico situato nella città argentina di Santa Fe, capoluogo della provincia omonima. Nel 1942 è stata dichiarata monumento nazionale.

## Storia
Nel 1609, chiamati dai coloni, giunsero nel primo insediamento di Santa Fe i gesuiti i quali, l'anno seguente, costruirono una prima chiesa. Il 9 maggio 1636 dalla parte di inferiore di un quadro della Madonna, realizzato due anni prima dal gesuita Luis Berger, iniziarono a sgorgare gocce d'acqua sotto forma di sudore. Il rettore della chiesa, padre Pedro de Helgueta, intento a pregare proprio davanti a quel quadro, si accorse del fatto ed avvertì del fatto gli altri presenti in chiesa i quali iniziarono a bere l'acqua che scendeva copiosa dall'effigie. Vennero quindi allertate le massime autorità civili e religiose della cittadina. Pochi giorni dopo, in seguito anche alle numerose guarigioni ed ai presunti fatti miracolosi avvenuti a Santa Fe il vescovo di Asunción Cristóbal de Aresti riconobbe gli avvenimenti come autentico miracolo. Il 22 dicembre lo stesso de Aresti venne a Santa Fe e certificò ufficialmente quanto avvenuto.
Con il trasferimento della città santafesina nel sito attuale, il tempio gesuitico venne ricostruito a partire dal 1660. Nel 1700 i lavori potevano dirsi conclusi, tuttavia quattordici anni dopo la torre campanaria, posta sul lato sinistro della facciata, crollò rovinosamente. Così, nel 1755, venne realizzato un nuovo campanile, situato a differenza del primo, sulla parte destra della facciata. Con l'espulsione dei gesuiti dai territori dell'Impero spagnolo nel 1767, la chiesa venne chiusa e il quadro della Vergine fu portato nella vicina chiesa di Ognissanti. La chiesa poté essere riaperta al culto solamente con l'arrivo in città dei padri mercedari i quali fecero riportare il quadro miracoloso nella sua ubicazione originaria. Nei primi decenni del XX secolo vennero aggiunte le due navate laterali.
Il 9 maggio 1936, per volontà di Papa Pio XI il quadro della Madonna venne incoronato.

## Descrizione
La facciata presenta un unico portale, racchiuso da due lesene e incorniciato ad un architrave. La chiesa presenta un interno ripartito in tre navate, delle quali la maggiore è la centrale. Le due laterali sono sormontate da tre cupolini ciascuna.